# Sheerness
Sheerness is een stad op het eiland Sheppey in het Engelse graafschap Kent. Het is de grootste plaats op het eiland met zo'n 12.000 inwoners.

## Geschiedenis
Sheerness vormde de spil van een aanval door de Nederlandse marine in juni 1667, toen 72 schepen gedurende de Tocht naar Chatham het kleine fort tot overgave dwongen. Een bezettingsmacht kwam aan land; het beschaafde gedrag van de troepen verbaasde de inwoners van Sheerness: de mariniers betaalden voor hun maaltijden. Tijdens de herdenking, 300 jaar later, werd de Nederlandse marine daarom wederom uitgenodigd. Sheerness vormde ook de locatie voor een koninklijke scheepswerf. In de Eerste Wereldoorlog bombardeerden op 5 juni 1917 de Duitsers met Gotha G.V bommenwerpers de stad.

## Spoorwegen
In 1860 werd de stad verbonden met het vasteland door een aftakking van de spoorlijn vanuit Sittingbourne; een nieuwe brug zorgde eveneens voor verbeterde contacten met het vasteland. Een deel van de spoorlijn leidde naar een pier in Queenborough van waaruit de veerdienst Olau Line met het Nederlandse Vlissingen werd onderhouden. Deze dienst heeft bestaan tot 12 mei 1994.